# Komenda Wojewódzka Straży Granicznej w Wilnie
Komenda Wojewódzka Straży Granicznej w Wilnie – organ dowodzenia Straży Granicznej w II Rzeczypospolitej w latach 1922 – 1923.

## Formowanie i zmiany organizacyjne
Wykonując postanowienia uchwały Rady Ministrów z 23 maja 1922 roku o powołaniu Straży Granicznej, Minister Spraw Wewnętrznych z dniem 1 września 1922 wprowadził w formacji nową organizację wewnętrzną. Ostatecznie nazwę „Baony Celne” na „Straż Graniczną” zmieniono rozkazem Ministra Spraw Wewnętrznych z 9 listopada 1922 roku. Granicę wschodnią podzielono na odcinki wojewódzkie. Komendy wojewódzkie Straży Granicznej przyjęły nazwy województw. Komendant podlegał w sprawach służby granicznej wojewodzie, a pod względem dyscyplinarnym, administracyjnym i regulaminowym głównemu komendantowi Straży Granicznej. Komendantom wojewódzkim za pośrednictwem komend powiatowych podlegały wszystkie bataliony Straży Granicznej stacjonujące w obrębie województwa.
Komenda Główna Straży Granicznej wyznaczyła z dniem 1 września 1922 roku obsadę personalną Komendy Wojewódzkiej Straży Granicznej w Wilnie.

## Kadra komendy wojewódzkiej
Stan na dzień 1 września 1922:
- komendant – ppłk Kazimierz Młyński
- zastępca komendanta – kpt. Stanisław Gotwald
- oficer do specjalnych zleceń – kpt. Franciszek Najdowski
- oficer ordynansowy – ppor. Antoni Kuratowski

## Struktura organizacyjna
Dyslokacja według stanu na dzień 1 grudnia 1922
- Komenda wojewódzka w Wilnie
- Komenda Powiatowa Straży Granicznej w Wilnie
  - 15 batalion Straży Granicznej – Olkieniki
  - 17 batalion Straży Granicznej – Landwarów
  - 4 batalion Straży Granicznej – Mejszagoła
- Komenda Powiatowa Straży Granicznej w Święcianach
  - 43 batalion Straży Granicznej – Nowe Święciany
  - 9 batalion Straży Granicznej – Dukszty
  - 28 batalion Straży Granicznej – Słobódka
- Komenda Powiatowa Straży Granicznej w Głębokiem
  - 27 batalion Straży Granicznej – Druja
  - 11 batalion Straży Granicznej – Dzisna
  - 33 batalion Straży Granicznej – Prozoroki
- Komenda Powiatowa Straży Granicznej w Wilejce
  - 31 batalion Straży Granicznej – Dokszyce
  - 30 batalion Straży Granicznej – Radoszkowicze
  - 44 batalion Straży Granicznej – Dołhinów